# Варгас, Антонио
Анто́нио Ва́ргас (исп. Antonio Vargas; род. 15 августа 1996, Хьюстон) — американский боксёр, представитель легчайшей и наилегчайшей весовых категорий. Действующий чемпион мира по версии WBA (2024—н.в) в легчайшем весе (до 53,5 кг).
Выступал за сборную США по боксу в середине 2010-х годов, чемпион Панамериканских игр в Торонто, двукратный победитель национального турнира «Золотые перчатки», участник летних Олимпийских игр в Рио-де-Жанейро. С 2017 года боксирует на профессиональном уровне.

## Биография
Антонио Варгас родился 15 августа 1996 года в Хьюстоне, штат Техас, в семье отца-пуэрториканца и матери-мексиканки. Детство провёл в городе Киссимми штата Флорида.

### Любительская карьера
Впервые заявил о себе в 2013 году, одержав победу на чемпионате США среди юниоров.
В 2014 году выиграл национальный турнир «Золотые перчатки» в Лас-Вегасе, при этом на юниорском первенстве США занял на сей раз второе место, уступив в финальном решающем поединке Шакуру Стивенсону. Также победил всех соперников на юниорском турнире братьев Кличко в Бердичеве, взял бронзу на международном юниорском турнире «Золотая перчатка Воеводины» в Сербии, где на стадии полуфиналов потерпел поражение от россиянина Левана Хасая.
Первого серьёзного успеха на взрослом международном уровне добился в сезоне 2015 года, когда вошёл в основной состав американской национальной сборной и побывал на Панамериканских играх в Торонто, откуда привёз награду золотого достоинства, выигранную в зачёте наилегчайшей весовой категории — уверенно победил здесь всех соперников по турнирной сетке, в том числе в финале взял верх над титулованным кубинцем Йосвани Вейтия. Помимо этого, стал чемпионом США среди любителей и вновь выиграл «Золотые перчатки».
В 2016 году на всемирной олимпийской квалификации в Баку Варгас дошёл до финала, проиграв только болгарину Даниэлю Асенову, и благодаря этому успешному выступлению удостоился права защищать честь страны на летних Олимпийских играх в Рио-де-Жанейро. На предварительном этапе категории до 52 кг благополучно прошёл бразильца Жулиана Нету, но затем во втором бою со счётом 0:3 проиграл узбеку Шахобиддину Зоирову, который в итоге и стал победителем этого олимпийского турнира.
Провёл в любительском олимпийском боксе 130 боёв, из которых 123 выиграл и лишь 7 проиграл.

### Профессиональная карьера
Вскоре после Олимпиады Антонио Варгас принял решение перейти в профессионалы и в феврале 2017 года успешно дебютировал на профессиональном уровне.

#### Бой с Даиго Хиги
30 июля 2025 года в Йокогаме (Япония) в соглавном событии вечера в статусе чемпиона WBA в легчайшем весе (до 53,5 кг) в дебютной защите пояса свёл вничью бой против экс-чемпиона из Японии, №2 рейтинга Даиго Хиги (21-3-3, 19 КО). Стартовый раунд взял чемпион за счёт внимательной защиты и взрывных контратак. Японский претендент давил тоннажем, вкладывался в удары. В 4-ом раунде он смог послать чемпиона на настил и за счёт нокдауна забрал первую половину боя. Вторую половина боя лидировал уже чемпион. Он смог перехватить инициативу, комбинировал, побеждал увереннов в каждом раунде. В 10-ом Хига смог навязать чемпиону драку в которой смотрелся предпочтительней, но в 12-ом оказался в нокдауне. Это определило исход - ничья 113—113  у всех трех судей. Для Хиги это была третья и последняя попытка завоевать пояс в легчайшем весе. После боя он объявил о завершении карьеры.

### Таблица профессиональных поединков
В таблице перечислены результаты всех поединков боксёров.
В каждой строке указан результат поединка. Дополнительно номер поединка обозначен цветом, который обозначает итог поединка. Расшифровка обозначений и цветов представлена в нижеследующей таблице.
| Пример | Расшифровка                     |
| ------ | ------------------------------- |
|        | Победа                          |
|        | Ничья                           |
|        | Поражение                       |
|        | Планируемый поединок            |
|        | Поединок признан несостоявшимся |
| КО     | Нокаут                          |
| ТКО    | Технический нокаут              |
| PTS    | Решение судей (по очкам)        |
| UD     | Единогласное решение судей      |
| MD     | Решение большинства судей       |
| SD     | Раздельное решение судей        |
| RTD    | Отказ от продолжения боя        |
| DQ     | Дисквалификация                 |
| NC     | Поединок признан несостоявшимся |

| Бой | Рекорд | Дата             | Соперник                      | Место боя                                                | Результат | Комментарии                                                                                          |
| --- | ------ | ---------------- | ----------------------------- | -------------------------------------------------------- | --------- | --- |
| 11  | 10-1   | 25 мая 2019      | Хосе Мария Карденас (16-4)    | Osceola Heritage Park, Киссимми, Флорида, США            | KO 1 (8)  | |
| 10  | 10-0   | 22 февраля 2019  | Лукас Рафаэль Баэс (34-17-5)  | Osceola Heritage Center, Киссимми, Флорида, США          | KO 2 (8)  | |
| 9   | 9-0    | 26 ноября 2019   | Хорхе Перес (12-5-1)          | Osceola Heritage Center, Киссимми, Флорида, США          | UD (8)    | Завоевал вакантный титул чемпиона по версии NABF Junior в легчайшем весе. Счёт: 80-72, 79-73, 80-72. |
| 8   | 8-0    | 28 сентября 2018 | Фелипе Ривас (17-20-4)        | Cancha Ruben Zayas Montanez, Трухильо-Альто, Пуэрто-Рико | UD (6)    | Счёт: 60-54, 60-54, 60-54.                                                                           |
| 7   | 7-0    | 28 июля 2018     | Аарон Эчевесте Лопес (5-2)    | Kissimmee Civic Center, Киссимми, Флорида, США           | UD (6)    | Счёт: 60-54, 60-54, 60-54.                                                                           |
| 6   | 6-0    | 23 февраля 2018  | Луис Фернандо Сааведра (7-4)  | Osceola Heritage Center, Киссимми, Флорида, США          | UD (6)    | Счёт: 60-54, 60-54, 59-55.                                                                           |
| 5   | 5-0    | 3 ноября 2017    | Хонатан Гарса (6-0)           | Osceola Heritage Center, Киссимми, Флорида, США          | UD (6)    | Счёт: 60-53, 60-53, 60-53.                                                                           |
| 4   | 4-0    | 13 октября 2017  | Мигель Анхель Ребульоса (4-4) | A La Carte Event Pavilion, Тампа, Флорида, США           | TKO 2 (6) | |
| 3   | 3-0    | 7 июля 2017      | Леонардо Рейес (7-13)         | A La Carte Event Pavilion, Тампа, Флорида, США           | UD (6)    | Счёт: 60-54, 60-54, 60-54.                                                                           |
| 2   | 2-0    | 21 апреля 2017   | Эмилио Ривера (0-1)           | Osceola Heritage Center, Киссимми, Флорида, США          | КО 1 (4)  | |
| 1   | 1-0    | 24 февраля 2017  | Хонатан Де Ла Пас (0-3)       | Tony Rosa Community Center, Палм-Бей, Флорида, США       | TKO 1 (4) | Профессиональный дебют.                                                                              |